# Dragon Ball, le film : La Légende des sept boules de cristal
Pour les articles homonymes, voir Dragon Ball (homonymie).
Pour plus de détails, voir Fiche technique et Distribution.
Dragon Ball, le film : La Légende des sept boules de cristal (chinois : 新七龍珠　神龍的傳說 ; pinyin : Xīn qī lóng zhū Shén lóng de chuán shu ; litt. « Le nouveau Dragon Ball : La légende de Shenlong »), est un film taïwano-philippin sorti en 1991, réalisé par Joe Chan et Leung Chun, qui est une adaptation live du manga Dragon Ball d'Akira Toriyama.

## Synopsis
Le maléfique roi Cornu, à la tête de son armée, amasse les sept boules de cristal du dragon sacré, dans le but de dominer le monde. Pendant ce temps, le jeune Son Goku et son grand-père Sparkle s'entraînent aux arts martiaux dans la forêt et Son Goku perd l'entraînement une fois de plus. C'est donc à son tour d'aller chercher de la nourriture, il va donc chercher un crocodile à manger et rencontre Sitoé, une jeune exploratrice. Pendant ce temps là, Sparkle se fait agresser et kidnapper par Zebrata et Malila, les deux complices du roi Cornu. Son Goku, complètement paniqué, part à sa recherche et à la recherche des six autres boules de cristal avec Sitoé. Sur leur route, ils rencontrent Piggy, un homme-cochon essayant de violer Jade, une jeune fille dont ses parents se sont fait tuer au début du film, Westwood, un voleur, et l’homme Tortue, un expert en arts martiaux. Ils finissent par retrouver le roi Cornu et sa bande et se battent. Ils finissent par retrouver Sparkle ligoté. Cornu le retient et leur demande les autres boules de cristal sinon il le tue. Son Goku voulut lui donner les boules pour qu'il relâche son grand-père mais Piggy lui dit que s'il a toutes les boules, ils n'auront plus aucune chance. Du coup, Cornu essaya de le tuer mais n'était que blesser. Le roi Cornu ressuscita toutes les personnes tuées au début mais Son Goku l'arrêta. Il finit par exploser après que l'on lui a mis la dernière boule dans sa gorge. Le dragon sacré apparut et Jade fit le vœu que tout redevienne comme avant : que tout le monde ressuscite, et que toutes les maisons soit reconstruites. Pour fêter ça, Son Goku et Westwood font un petit duel.

## Fiche technique
- Titre original : 新七龍珠　神龍的傳說 (Xīn qī lóng zhū Shén lóng de chuán shu)
- Titre français : Dragon Ball, le film : La Légende des sept boules de cristal
- Réalisation : Joe Chan, Leung Chun
- Scénario : Jackie Lam, adapté du manga Dragon Ball d'Akira Toriyama
- Musique : Allan Ko
- Production : Jeremy Cheung, Joe Chan
- Société de production : Filmswell International Limited
- Pays d’origine : Taïwan
- Langue : mandarin
- Durée : 85 minutes
- Date de sortie : 1991

## Distribution
- Chen Chi-Chiang (zh)[1] (VF : Frédéric Popovic) : Enfant Singe (Son Goku)
- Jeannie Tse (VF : Charlotte Marin) : Sitoé (Bulma)
- Cheng Tung-Chuen (VF : Patrick Béthune) : Westwood (Yamcha)
- San Pan : Piggy (Oolong)
- Zhong Yu Huang (VF : Gérard Boucaron) : Homme Tortue (Tortue Géniale)
- Tao Kam (VF : Gérard Boucaron) : Grand-père Sparkle (Grand-père Son Gohan)
- Li Yi-Juan : Jade (Pansy)
- Ruan-Feng Su : le roi Cornu (le roi Gourmet)
- Jiang Long-Sheng : Zebrata
- Eveline Oranje : Malila
- To Kim : le père de Jade (Pansy)
- Ruby Tse : Lara

Source et légende : version française (VF) sur Planète-Jeunesse

## Adaptation
De nombreuses libertés ont été prises à partir du matériau original : si Son Goku garde son nom dans la version française, tous les autres personnages ont reçu beaucoup de changement. On peut citer, entre autres :
- Grand-père Son Gohan est renommé Sparkle ;
- Kamé Sennin est renommé l'Homme Tortue ;
- Bulma est renommée Seetoé ;
- Yamcha est renommé Westwood ;
- Oolong est renommé Piggy ;
- Puerh devient un perroquet s'appelant Blanche-Neige ;
- Pansy est renommée Jade ;
- Il est possible aussi que le roi Cornu soit en fait le roi Gourmet comme lors du moyen-métrage Dragon Ball : La Légende de Shenron.

Le scénario est d'ailleurs quasiment identique à celui du premier moyen-métrage Dragon Ball : La Légende de Shenron. Beaucoup de scènes sont des copiés-collés de l’anime. Par exemple : la rencontre entre Son Goku et Bulma, celle de Son Goku et Bulma avec Oolong, puis celle avec Yamcha et enfin celle avec Tortue Géniale. Son Goku et ses amis affrontent une armée menée par leurs deux meilleurs soldats, une fille et un tas de muscles qui est un robot. Autre similitude, le groupe vient en aide à une jeune fille dont le village a été massacré par l'armée. Si dans l'animé elle s'appelle Pansy, elle s'appelle ici Jade.
Les personnages sont cependant très ressemblants au niveau de leur caractère avec les personnages d'origines. Bulma possède autant de tenues, est très sexy et intelligente. Oolong est un trouillard qui cherche une fille à épouser, de plus il est adepte de la transformation. Yamcha est un voleur de grand chemin, rebelle, mais timide avec les filles. Et Tortue Géniale est toujours aussi pervers et obsédé.
Contrairement à l'anime, chacun des personnages principaux se retrouve être le gardien d'une des boules de cristal. Son Goku la détient de son grand-père, Bulma de son propre père, Yamcha l'a volée dans le désert, Tortue Géniale en est le gardien depuis des années, Oolong l'a reçu d'un de ses aïeuls, le père de Jade en est le gardien dans son village et la dernière est déjà dans les mains du Roi Cornu.

## DVD
En France, les éditions New Family Video ont commercialisé le DVD du film.
Il existe également une autre version du film en DVD proposant une image restaurée mais surtout, le remplacement de tous les effets spéciaux d'origine par des images de synthèse. Certains effets améliorent le film tandis que d'autres s'avèrent moins importants, comme l'incrustation d'une tête de tortue en 3D sur le corps de l'Homme Tortue lors de sa première apparition.[réf. nécessaire]